# Тубарао-Тігре
Тубарао-Тігре — газове родовище в Індійському океані біля узбережжя Мозамбіку, басейн Рувума.
Відкрите 2014 року внаслідок спорудження буровим судном Belford Dolphin свердловини Tubarao Tigre-1, закладеної в районі з глибиною моря 595 метрів. На своєму шляху вона перетнула газонасичений інтервал товщиною понад 30 метрів у відкладеннях палеоцену.
Враховуючи, що розташована за 37 миль на північ свердловина Orca-1 також виявила продуктивні відкладення палеоценового віку, між Tubarao Tigre-1 та Орка-1 (у 22,5 милях південніше від останньої) в тому ж 2014-му заклали свердловину Ouriço do Mar. Вона мала перевірити припущення щодо продовження палеоценових резервуарів на глибину, проте в підсумку була заглушена та ліквідована.
Після цього у 2015-му успішно завершили оціночну свердловину Tubarao Tigre-2.
Тубарао-Тігре знаходиться на території ліцензійної ділянки 1, розвідку та розробку якої здійснює консорціум у складі (станом на 2014 рік) американської Anadarko (26,5%, оператор), японської Mitsui (20%), індійських BPRL, ONGC та Oil India (10%, 16% та 4% відповідно), таїландської PTTEP (8,5%) та місцевої Empresa Nacional de Hidrocarbonetos (15%).